# Ohan Durjan

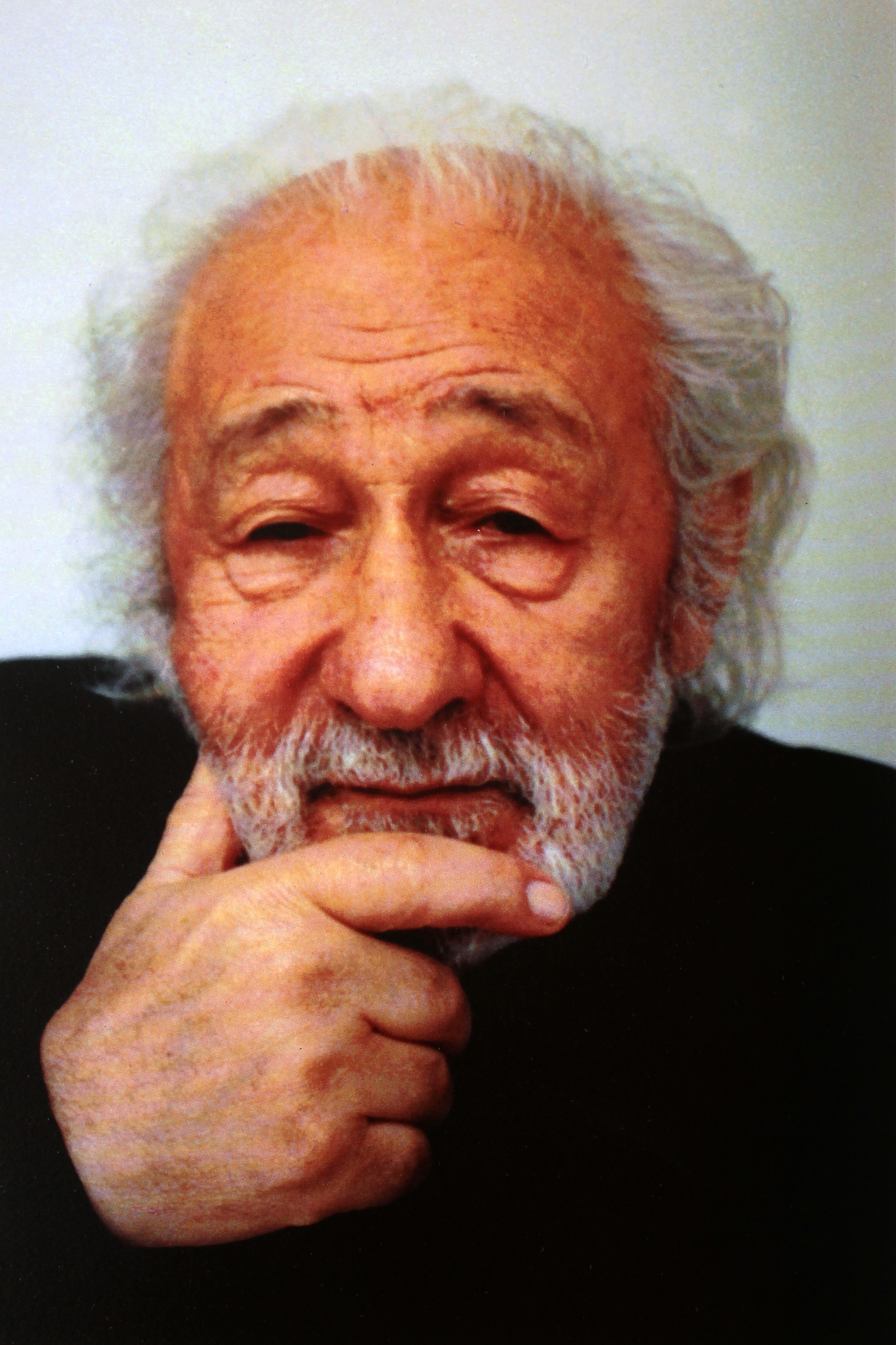
Ohan Durjan

Ohan Durjan (armenisch Օհան Դուրյան, Transkription Ohan Durjan; russisch Оган Хачатурович Дурян, Ogan Chatschaturowitsch Durjan, wiss. Transliteration Ogan Chačaturovič Durjan; auch Durian, Duryan, Dourian u. a.; * 8. September 1922 in Jerusalem, Völkerbundsmandat für Palästina, heute Israel; † 6. Januar 2011 in Jerewan, Armenien) war ein armenischer Dirigent und Komponist.

## Leben
Ohan Durjan, geboren als Hovhannes (Hanna) Khatchadurian, wuchs in einer armenischen Familie in Jerusalem auf. Mit 5 Jahren verwaist, besuchte er ab 1928 die deutschen Schulen von Nazareth und Jerusalem, die einst der Missionar Johann Ludwig Schneller als Syrisches Waisenhaus gegründet hatte. Nach dem Schulabschluss studierte Durjan von 1939 bis 1945 am Konservatorium Jerusalem die Fächer Komposition bei Josef Grünthal, Dirigieren bei Walter Pfeffer und Orgel. Gleichzeitig arbeitete er als Dozent von 1944 bis 1946 an der Universität Bir Zait. Danach bereiste er Europa und setzte seine Studien in Zürich bei Hermann Scherchen, in Paris bei Roger Désormière sowie Jean Martinon und in Wien bei Herbert von Karajan fort. Mittlerweile unter dem Namen Ohan Durjan, arbeitete er von 1949 bis 1957 als Konzertdirigent in Paris.

### Armenien
Mit einer französisch-armenischen Delegation nahm er 1957 an den Weltfestspielen der Jugend und Studenten in Moskau teil. Nach einer Einladung des Katholikos Wasgen I. übersiedelte Durjan 1957 in die Armenische SSR, wo er im selben Jahr noch die Staatsbürgerschaft erhielt. Dort wirkte er 1960 bis 1965 und 1973 als Chefdirigent des Armenian Philharmonic Orchestra. Er brachte u. a. Uraufführungen von Werken armenischer Komponisten auf den Weg, darunter Sinfonien von Eduard Mirsojan, John Ter-Tadewosjan, Alexander Adschemjan und Grigor Jeghiasarjan. Ab 1966 leitete er das von ihm gegründete Radio- & TV-Sinfonieorchester in Jerewan.

### Zwischen Jerewan und Leipzig
Nach einer ersten Einladung 1962 wurde er ständiger Gastdirigent am Gewandhausorchester und später auch an der Oper Leipzig. Doch ein kompletter Wechsel dorthin als Gewandhauskapellmeister und Nachfolger des verstorbenen Franz Konwitschny wurde ihm 1963 von den Moskauer Sowjetbehörden verwehrt. Er musste auch weiterhin seinen gleichzeitigen Verpflichtungen in Jerewan nachkommen. In Leipzig dirigierte Durjan bis 1969 insgesamt 19 Programme, darunter Sinfonien von Bruckner und Schostakowitsch sowie denkwürdige Opernaufführungen von Verdis Don Carlos, Borodins Fürst Igor und Wagners Lohengrin, jeweils in der Regie von Joachim Herz. Er pendelte zwischen Leipzig und Jerewan, hinzu kamen Gastspiele in Berlin, Dresden, Marseille, Brno, Polen und Bulgarien. Eine Warschauer Zeitung nannte ihn den „Toscanini von Osteuropa“. 1967 wurde er mit dem Ehrentitel Volkskünstler der Armenischen SSR ausgezeichnet. 1968 galt er erneut als Favorit in Leipzig, diesmal für die Nachfolge von Václav Neumann als Chefdirigent, doch das Ministerium für Kultur (DDR) hatte andere Pläne. Nach einem letzten Konzert im Januar 1969 verließ er Leipzig und kehrte nach Jerewan zurück. Durch die beschränkte Reisefreiheit fühlte er sich zunehmend eingeengt, und noch 1969 gelang es ihm, von Jerewan über Beirut in die USA zu gelangen, wo er sich kurzfristig in San Francisco und New York ansiedelte. Da jedoch seine Familie nicht nachkommen durfte, kehrte er nach einem Gastdirigat in Paris nach Armenien zurück. Dort konnte er am Opern- und Ballett-Theater Jerewan ab 1971 wieder als Dirigent arbeiten. 

### Wien, Paris
Aufgrund weiterer Konflikte mit den Sowjetbehörden emigrierte er 1974 über Beirut nach Frankreich und ging 1975 nach Österreich. Er bat dort um Asyl und erhielt 1977 die österreichische Staatsbürgerschaft. Durjan dirigierte das Wiener Rundfunkorchester sowie an der Wiener Staatsoper und wurde Dirigent der Philharmonia Hungarica. 1980 nahm er den Bühnennamen Ogan Durian' Narc an. Er lebte in Paris und Marseille, wurde 1987 erster Dirigent an der Opéra d'Avignon und unternahm 1988 bis 1990 Konzertreisen nach Kapstadt und Johannesburg.

### Rückkehr nach Armenien
Nach der Unabhängigkeit Armeniens 1991 kehrte er dorthin zurück und übernahm die Leitung des Opern- und Ballett-Theaters Jerewan sowie des von ihm formierten Radio- & TV-Sinfonieorchesters. Durjan rief eine Stiftung für den Dirigentennachwuchs ins Leben und wurde trotz weiterer Konflikte 1999 noch vom Premierminister Wasken Sarkissjan zum Opernchef auf Lebenszeit ernannt. Nach dessen Tod bei einem Attentat wurde Durjan jedoch vom Kulturminister 2001 entlassen. Verärgert zog er nach Russland, bezeichnete sich fortan als französischen Bürger und wurde 2001 zum Chefdirigenten des Moscow Symphony Orchestra „Stas Namin“ berufen, wo er bis 2006 tätig war. Zurück in Armenien, schloss er sich der Oppositionsbewegung gegen die Regierungen unter Robert Kotscharjan und Sersch Sargsjan an. Im Februar 2011 starb er im Alter von 88 Jahren. Sein Grab befindet sich auf dem Friedhof Komitas Pantheon.

### Dirigent und Komponist
Durjan galt vornehmlich als Dirigent der Romantik. Sein Repertoire reichte von Mozart bis Puccini und umfasste auch zeitgenössische Werke. Im Lauf seiner Karriere dirigierte er mehr als 100 Orchester, stets auswendig ohne Partitur und ohne Dirigentenstab. Daneben war Durjan auch Komponist. Er schrieb u. a. zwei Suiten für Sinfonieorchester. Deren Titel Komitasakan verweist auf den armenischen Musikpionier Komitas Vardapet, die Melodik beruht teils auf armenischen sharakans. Außerdem begründete er ein kompositorisches Universalismus-System, eine Art Wörterbuch beliebig kombinierbarer rhythmischer Figuren, das sich von der europäischen Metrik absetzt.

## Anmerkung
1. ↑  New Grove nennt als Lehrer Durjans hier abweichend Jean-Louis Martinet.